# Amour moderne
Pour plus de détails, voir Fiche technique et Distribution.
Amour moderne (Modern Love) est un film muet américain réalisé par Robert Z. Leonard, sorti en 1918.

## Synopsis
Della Arnold rejoint une compagnie itinérante à la sortie d'une école d'art dramatique. Alors qu'ils traversent une tempête pour se rendre à une représentation, Della et l'acteur Julian Lawrence sont obligés de s'arrêter dans une auberge pour la nuit. Ce soir-là, il essaie d'abuser d'elle, mais elle le repousse avec force. À New York, Myrtle Harris présente Della à George Addison, qui lui assure un emploi comme modèle pour l'artiste Wilbur Henderson. Della et Wilbur se fiancent mais, un soir, l'artiste rencontre Julian qui lui raconte une version très personnelle de ce qui s'est passé à l'auberge. Quand George apprend que Wilbur a soudainement rompu avec Della, il la demande en mariage. Elle accepte à condition qu'il entende sa version de ce qui s'est passé avec Julian. Elle raconte son histoire et, comme sa foi en elle reste inébranlable, Della accepte volontiers de se marier avec lui.

## Fiche technique
- Titre original : Modern Love
- Titre français : Amour moderne
- Réalisation : Robert Z. Leonard
- Scénario : F. McGrew Willis, d'après une histoire originale de Robert Z. Leonard et Mae Murray
- Photographie : Allen G. Siegler
- Société de production : Universal Film Manufacturing Company
- Société de distribution :  Universal Film Manufacturing Company,  Pathé
- Pays d'origine :  États-Unis
- Langue originale : anglais
- Format : Noir et blanc  — 35 mm — 1,33:1 — Film muet
- Genre : drame
- Durée : 6 bobines
- Dates de sortie : 
  - États-Unis : 14 septembre 1918
  - France : 27 août 1920
- Licence : Domaine public

## Distribution
- Mae Murray : Della Arnold (VO) Diana Mirande (VF)
- Philo McCullough : Julian Lawrence (VO) Julien Laurens (VF)
- Arthur Shirley : George Addison (VO) Georges Lestrade (VF)
- Claire Du Brey : Myrtle Harris (VO) Berthe Lenoir (VF)
- George Chesebro : Wilbur Henderson (VO) Jacques Noël (VF)